# Pseudepicorsia
Pseudepicorsia és un gènere d'arnes de la família Crambidae.

## Taxonomia
- Pseudepicorsia boliviensis Munroe, 1964
- Pseudepicorsia flavidensalis (Warren, 1889)
- Pseudepicorsia septentrionis Munroe, 1964
- Pseudepicorsia trispinalis (Amsel, 1956)